# Sorbit (ocel)
Sorbit je stabilní strukturní složka soustavy Fe-Fe3C. Je to jemně zrnitá směs složená z feritu a cementitu. Vyskytuje se u zušlechtěných ocelí, kde vzniká popouštěním martenzitu. Čím je jemnost sorbitu vyšší, tím vyšší má ocel pevnost a tvrdost a je na ní možné vytvářet hladší povrchy.